# Ронкис
Ронкис је насеље у Италији у округу Удине, региону Фурланија-Јулијска крајина.
Према процени из 2011. у насељу је живело 1787 становника. Насеље се налази на надморској висини од 130 м.

## Становништво
Према резултатима пописа становништва 2011. у општини је живело 2.054 становника.
| 1951. | 1961. | 1971. | 1981. | 1991. | 2001. | 2011. |
| ----- | ----- | ----- | ----- | ----- | ----- | ----- |
| 2.793 | 2.257 | 1.919 | 1.898 | 1.929 | 1.966 | 2.054 |